# Alectrias cirratus
Alectrias cirratus és una espècie de peix de la família dels estiquèids i de l'ordre dels perciformes.

## Descripció
- Fa 10 cm de llargària màxima.[8][9]

## Hàbitat i distribució geogràfica
És un peix marí, demersal (fins als 5 m de fondària) i de clima polar, el qual viu al Pacífic nord-occidental: el golf de Pere el Gran a la costa occidental del mar del Japó.

## Observacions
És inofensiu per als humans.